# Gaussův obor integrity
Gaussův obor integrity neboli obor integrity s jednoznačným rozkladem je v algebře, volně řečeno, takový okruh, ve kterém platí analogie Základní věty aritmetiky, totiž že každý jeho prvek (až na určité výjimky) je možno v jistém smyslu jednoznačně vyjádřit jako součin prvočinitelů.
Každý obor hlavních ideálů je Gaussovým oborem a Gaussův obor je vždy oborem integrity. Pro každé dva prvky Gaussova oboru existuje největší společný dělitel a nejmenší společný násobek.

## Formální definice
Gaussův obor je takový obor integrity R, v kterém lze každý nenulový prvek x zapsat jako (nikoliv nutně neprázdný) součin ireducibilních prvků a jednotky u:
x = u p1 p2 ... pn kde n≥0
přičemž je tento součin jednoznačný následujícím způsobem:
Jsou-li q1,...,qm ireducibilní prvky R a w je jednotka R přičemž
x = w q1 q2 ... qm with m≥0,
pak platí n=m a existuje bijekce φ : {1,...,n} → {1,...,m} taková, že pi je asociovaný prvek s qφ(i) pro všechna i ∈ {1, ..., n}.

## Příklady
- Platí, že každý obor hlavních ideálů je Gaussovým oborem, tedy i každý eukleidovský obor je Gaussovým oborem. Speciálně jsou Gaussovými obory celá čísla (což plyne přímo ze Základní věty aritmetiky), Gaussova celá čísla a Eisensteinova čísla.
- Gaussovým oborem je triviálně každé těleso — každý nenulový prvek je v něm totiž jednotkou. Tedy jsou Gaussovým oborem racionální, reálná i komplexní čísla.
- Je-li nějaký okruh R Gaussovým oborem, musí být Gaussovým oborem i okruh mnohočlenů s koeficienty z R.